# Соболи (Пермь)
Соболи — микрорайон города Перми. Расположен в Свердловском районе.

## География
Микрорайон расположен на расстоянии приблизительно 8 км на юг — юго-восток от центра города, южнее Бродовского тракта. Территория микрорайона граничит с лесными массивами и полями.

## История
Микрорайон Соболи является составной частью более крупного микрорайона Липовая Гора. На карте конца XVIII века здесь уже была обозначена деревня Соболева. По другим данным, поселение известно с 1782 года как «вновь заведенный починок Соболев». Несмотря на этот факт среди местных жителей ходит легенда, что поселение основано в 1862 году, когда крепостной по фамилии Соболь поселился в землянке на берегу местного оврага. В 1904 году в деревне (уже Соболево), которая входила во Фроловское сельское общество, было 8 домов и 34 жителя. В 1930 году здесь уже были 12 дворов и 62 жителя. Современный поселок Соболи основали приехавшие из сёл рабочие патефонного завода (позднее завод Велта) и сотрудники сельхозинститута. В 1957 году поселок был исключен из Верхне-Муллинского района и вошел в Свердловский район Перми. В начале 1990-х годов Соболи насчитывали около 200 домов индивидуальной застройки и более 300 человек жителей. В настоящее время в Соболях проживают около 600 человек.

## Улицы
В микрорайоне три Таёжных улицы и пять Соболинских.

## Транспорт
В Соболи ходит городской автобус 75 маршрута (Соболи — площадь Дружбы).